# Gladiators Beider Basel 2024
Questa voce raccoglie le informazioni riguardanti i Gladiators Beider Basel nelle competizioni ufficiali della stagione 2024.

## Lega Nazionale A 2024

### Stagione regolare
| Ginevra 24 marzo 2024, ore 14:00 1ª giornata | Geneva Seahawks | 7 – 41 referto | Gladiators Beider Basel | Centre Sportif de Vessy\| Arbitro: \| Schwarz \| |
| Arbitro:                                     | Schwarz         |                |                         |                                                  |

| Basilea 6 aprile 2024, ore 18:00 3ª giornata | Gladiators Beider Basel | 36 – 39 referto | Calanda Broncos | Stadion Rankhof\| Arbitro: \| Fouillet \| |
| Arbitro:                                     | Fouillet                |                 |                 |                                           |

| Berna 14 aprile 2024, ore 14:30 4ª giornata | Bern Grizzlies | 28 – 38 referto | Gladiators Beider Basel | Stadio di atletica leggera Wankdorf\| Arbitro: \| Böni \| |
| Arbitro:                                    | Böni           |                 |                         |                                                           |

| Basilea 20 aprile 2024, ore 18:00 5ª giornata | Gladiators Beider Basel | 54 – 20 referto | Thun Tigers | Stadion Rankhof\| Arbitro: \| Fouillet \| |
| Arbitro:                                      | Fouillet                |                 |             |                                           |

| Basilea 4 maggio 2024, ore 18:00 7ª giornata | Gladiators Beider Basel | 24 – 17 referto | Bern Grizzlies | Stadion Rankhof\| Arbitro: \| Fouillet \| |
| Arbitro:                                     | Fouillet                |                 |                |                                           |

| Witikon 12 maggio 2024, ore 14:30 8ª giornata | Zürich Renegades | 27 – 34 referto | Gladiators Beider Basel | Sportplatz Looren\| Arbitro: \| Zwicker \| |
| Arbitro:                                      | Zwicker          |                 |                         |                                            |

| Thun 25 maggio 2024, ore 18:00 10ª giornata | Thun Tigers | 35 – 50 referto | Gladiators Beider Basel | Stadion Lachen\| Arbitro: \| Schwarz \| |
| Arbitro:                                    | Schwarz     |                 |                         |                                         |

| Basilea 8 giugno 2024, ore 18:00 12ª giornata | Gladiators Beider Basel | 26 – 7 referto | Geneva Seahawks | Stadion Rankhof\| Arbitro: \| Fouillet \| |
| Arbitro:                                      | Fouillet                |                |                 |                                           |

| San Gallo 15 giugno 2024, ore 18:00 13ª giornata | Sankt Gallen Bears | 35 – 56 referto | Gladiators Beider Basel | Leichtathletikanlage Neudorf\| Arbitro: \| Gerber \| |
| Arbitro:                                         | Gerber             |                 |                         |                                                      |

| Basilea 22 giugno 2024, ore 18:00 14ª giornata | Gladiators Beider Basel | 14 – 52 referto | Winterthur Warriors | Stadion Rankhof\| Arbitro: \| Fouillet \| |
| Arbitro:                                       | Fouillet                |                 |                     |                                           |

### Playoff
| Basilea 6 luglio 2024, ore 17:15 Semifinale | Gladiators Beider Basel | 13 – 22 referto | Zürich Renegades | Stadion Rankhof\| Arbitro: \| Jordan \| |
| Arbitro:                                    | Jordan                  |                 |                  |                                         |

## Statistiche di squadra
| Competizione      | %Vittorie | In casa | In casa | In casa | In casa | In casa | In casa | In trasferta | In trasferta | In trasferta | In trasferta | In trasferta | In trasferta | Totale | Totale | Totale | Totale | Totale | Totale |
| Competizione      | %Vittorie | G       | V       | N       | P       | Pf      | Ps      | G            | V            | N            | P            | Pf           | Ps           | G      | V      | N      | P      | Pf     | Ps     |
| ----------------- | --------- | ------- | ------- | ------- | ------- | ------- | ------- | ------------ | ------------ | ------------ | ------------ | ------------ | ------------ | ------ | ------ | ------ | ------ | ------ | ------ |
| Stagione regolare | .800      | 5       | 3       | 0       | 2       | 154     | 135     | 5            | 5            | 0            | 0            | 219          | 132          | 10     | 8      | 0      | 2      | 373    | 267    |
| Playoff           | .000      | 1       | 0       | 0       | 1       | 13      | 22      | 0            | 0            | 0            | 0            | 0            | 0            | 1      | 0      | 0      | 1      | 13     | 22     |
| Totale            | .727      | 6       | 3       | 0       | 3       | 167     | 157     | 5            | 5            | 0            | 0            | 219          | 132          | 11     | 8      | 0      | 3      | 386    | 289    |